# زاوینوگراجه
زاوینوگراجه (به صربی: Zavinograđe) یک منطقهٔ مسکونی در صربستان است که در پریژپولجه واقع شده‌است. زاوینوگراجه ۱٬۲۷۲ نفر جمعیت دارد.